# Wai Kawa
Wai Kawa är ett vattendrag i Indonesien.   Det ligger i provinsen Moluckerna, i den östra delen av landet, 2 500 km öster om huvudstaden Jakarta.